# Cão sueco de caça ao cervo
A cão sueco de caça ao cervo [Nota] (em sueco:  Jamthund), também chamada de elkhound sueco, é uma raça do tipo spitz nórdico, encontrada no território sueco. Antigamente, os vales escandinavos tinham uma variedade própria de elkhound e este tornou-se a nacional. De origem incerta, é provável que tenha surgido para caçar ursos, embora tenha se popularizado caçando linces, lobos e alces. Versátil, foi ainda útil como cão de guarda, militar, de trenó e pastor. Popular no Reino Unido, Estados Unidos e Países Baixos, pode atingir os 30 kg e tem seu adestramento dito mediano.